# Ollo
Ollo ou Vale de Ollo (em castelhano), Ollaran ou Olloibar (em basco), é um município da Espanha na província e comunidade foral (autónoma) de Navarra. Tem 37,22 km² de área e em 2021 tinha 413 habitantes (densidade: 11,1 hab./km²). O município faz parte da comarca da Cuenca de Pamplona.

## Demografia
| Variação demográfica do município entre 1991 e 2004 | Variação demográfica do município entre 1991 e 2004 | Variação demográfica do município entre 1991 e 2004 | Variação demográfica do município entre 1991 e 2004 |
| --------------------------------------------------- | --------------------------------------------------- | --------------------------------------------------- | --------------------------------------------------- |
| 1991                                                | 1996                                                | 2001                                                | 2004                                                |
| 361                                                 | 363                                                 | 339                                                 | 305                                                 |